# بابلو ألفارادو
بابلو أندريس ألفارادو (بالإسبانية: Pablo Andrés Alvarado)‏ (ولد بتاريخ 27 فبراير 1986 في الكالافات، محافظة سانتا كروز) وهو لاعب كرة قدم أرجنتيني يلعب كمدافع لنادي ديفنسا خوستيكا في دوري الدرجة الأولى الأرجنتيني.

## وصلات خارجية
- Argentine Primera statistics (بالإسبانية)
- Statistics at Football-Lineups
- بابلو ألفارادو على موقع قاعدة بيانات كرة القدم.إي يو (الإنجليزية)
- بابلو ألفارادو على موقع Soccerway.com (الإنجليزية)
- بابلو ألفارادو على موقع AS.com (الإسبانية)